# Dom van Greifswald
De Dom van Greifswald is een aan Sint-Nicolaas gewijd bouwwerk in de Duitse stad Greifswald. De kerk ligt in het westelijke centrum van de stad en is de bisschopskerk van de lutherse kerk in Pommeren.

## Bouwgeschiedenis
De datering van de oudste bouwdelen van de kerk uit de laatste decennia van de 13e eeuw geven aan dat er toen reeds een kerk stond. De bouw begon met een eenschepig koor, waaraan later naar het westen toe een drieschepige hallenkerk werd toegevoegd. In dezelfde periode werd begonnen met het onderste deel van de toren. Al in het jaar 1362 kreeg de kerk een eerste orgel. In 1385 werd begonnen met een nieuw koor, dat omstreeks 1395 gereed kwam. Daarmee werden de bouwwerkzaamheden vooreerst afgesloten.   

### De stiftskerk
In samenhang met de oprichting van een universiteit in Greifswald, werd de Nicolaaskerk in 1457 door bisschop Henning Iven van het bisdom Kammin tot collegiale stichtskerk verheven en sindsdien staat de kerk bekend onder de naam Greifswalder Dom. Hoezeer het stift met de universiteit verbonden was, bleek uit het feit dat de prebenden van het stift werden aangewend voor de bezoldiging van de aan de universiteit werkzame professoren. De nieuwe status van de kerk resulteerde nog in hetzelfde jaar in de voortgang van de torenbouw. Zo ontstond de middelste verdieping met de vier hoektorentjes. Van 1480 tot 1500 werd de achthoekige voortzetting gebouwd. Met de plaatsing van een 60 meter hoge, evenzeer achthoekige, gotische spits werd de toren voltooid. De totale hoogte van de kerktoren bedroeg toen 120 meter. 

### De instorting van de toren
De toren verloor later echter tweemaal de hoge spits, beide malen door een zware storm. De eerst keer stortte de toren in 1515 neer, zonder verder grote schade aan de rest van het gebouw aan te richten. Pas in 1609 werd de toren herbouwd. Rampzalig waren de gevolgen van de instorting op 13 februari 1650. De spits sloeg het dak in, waardoor meerdere gewelven van het middenschip en het zuidelijke zijschip werden verwoest. Na enige dagen zakte ook de oostelijke gevel in. Hierbij ging de gehele inrichting verloren. Onmiddellijk na de ramp riep de stadsraad op om geld te doneren voor de wederopbouw. De inwoners van de stad, maar ook van de naburige steden Stralsund en Anklam, en zelfs de Zweedse koningin Christina brachten in korte tijd zoveel geld en materiaal op, dat al binnen een maand na de ramp een begin kon worden gemaakt aan de herbouw van de kerk. In 1651 waren het dak en de gewelven herbouwd, een jaar later volgde de toren met nu een barokke spits en omstreeks 1653 werd ook de bouw van de nieuwe oostelijke gevel afgesloten.

### 19e eeuw
In de jaren 1823 tot 1832 vond wegens het slechte onderhoud een ingrijpende vernieuwing van het interieur plaats. Het hele interieur werd voorzien van stucwerk, dat een zandsteenkleurige verflaag kreeg, de altaarruimte werd verhoogd en achter het altaar werd een doksaalachtige koormuur opgetrokken met filigrane decoraties. Nagenoeg de gehele inventaris werd vernieuwd en aan de ruimte van het interieur aangepast.

### DDR
Na de Tweede Wereldoorlog werd de Nicolaaskerk de bisschopskerk van de landskerk van Pommeren. Nadat de verstandhouding tussen de kerk en de DDR-machtshebbers enigszins verbeterde, kon tegen het einde van de jaren 1970 een omvangrijke restauratie plaatsvinden. Het teruglopende kerkbezoek leidde tijdens deze restauratie tot aanpassing van het interieur. Op 11 juni 1989 werd de gerestaureerde dom in aanwezigheid van generaalsecretaris van het centraal-comité van de SED en staatsraadvoorzitter Erich Honecker ingewijd. Het restauratieproject was in kerkelijke kringen erg omstreden, omdat voor veel andere kerkgebouwen het geld voor onderhoud ontbrak. Vooral ook de, zonder ruggespraak met de kerkleiding en synode, uitgenodigde Honecker riep grote gevoelens van afkeuring op. De feestelijke inwijding, een van de laatste grote officiële optredens van Honecker voor zijn val op 18 oktober 1989, ging dan ook gepaard met een veelvoud aan protesten.

## Architectuur
Het bouwmateriaal van de kerk is baksteen en vertoont veel kenmerken van de Noord-Duitse baksteengotiek. Het betreft een drieschepige basiliek, met een steil oprijzend middenschip, terwijl de beide zijbeuken een geringe hoogte hebben. Zowel het middenschip als de zijschepen hebben gotische, spitsbogige vensters. De oostelijke gevel heeft een rijk versierde gevel. Het middenschip heeft een met koper bedekt zadeldak, de zijschepen hebben schuin aflopende daken die bedekt zijn met rode dakpannen.
Het interieur van het kerkschip heeft een lengte van ongeveer 80 meter en een breedte van circa 30 meter. De ruimte wordt overdekt door kruisribgewelven, met uitzondering van de vijf stergewelven in het noordwestelijke zijschip. Tussen de naar binnen gebouwde steunberen bevinden zich om het hele kerkgebouw kapellen. De ruimte achter het hoger gelegen altaar wordt door een driezijdige koormuur met filigraan maaswerk afgesloten. Aan de westelijke muur is een houten concertpodium opgericht. Resten van de middeleeuwse beschildering bevinden zich op de muren op diverse plaatsen in het kerkgebouw. De vloer wordt voor een groot deel met grafzerken bedekt, waarvan de oudsten uit de 14e eeuw stammen. 
De westelijke toren heeft een hoogte van 99,97 meter. Het onderste deel van de toren is rechthoekig. De volgende iets kleinere verdieping is eveneens rechthoekig en wordt door vier ronde torens met een klokvormige bekroning geflankeerd. Daarboven bevindt zich een achthoekige, smallere voortzetting. De toren wordt ten slotte afgesloten met een barokke opzet, bestaande uit dubbele uikoepels en hun lantaarns en een kleine spits. Op 60 meter hoogte bevindt zich een uitzichtplatvorm.

## Inrichting

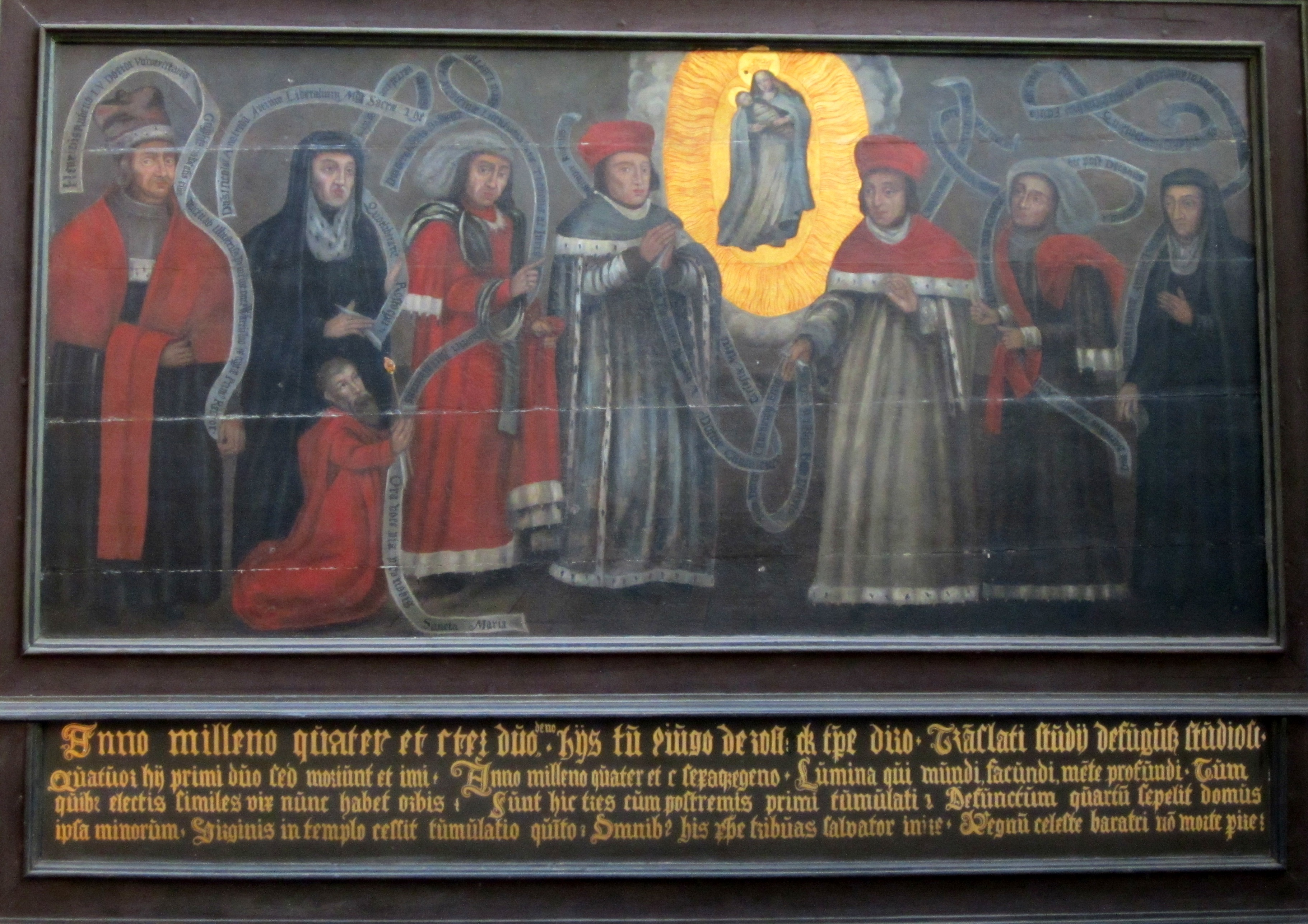
Het "Rubenow-schilderij" (tussen 1460 en 1462 gemaakt in opdracht van Heinrich Rubenow).

Van de middeleeuwse inrichting bleef weinig bewaard. De instorting van de toren in 1650 vernielde de gehele inventaris. Het altaar, de kansel, het doopvont en de orgelkas dateren allen uit de periode van de grote verbouwing tussen 1823-1832. 
Oudere voorwerpen zijn twee epitafen uit resp. 1579 en 1649. In de kerk hangen 21 schilderijen van magisters, diakenen en predikanten uit het tijdsbestek 1535-1929. Ook zijn er enkele schilderijen die werden geschonken door Alexander Christian (*1587-†1637), een in Greifswald gepromoveerde magister en sinds 1626 aartsdiaken van de dom. Naast de nieuw-testamentische voorstellingen van de "Bruiloft te Kana" en de "Aanbidding der Koningen" is er ook een schilderij van de bij een crucifix biddende familie Christiani. Oorspronkelijk werd Alexander Christiani in een andere kerk begraven, maar zijn epitaaf bevindt zich tegenwoordig in het zuidelijke zijschip van de dom.
Het oudste voorwerp is het Rubenow-schilderij. Het betreft een werk uit 1460 en werd in opdracht van burgemeester en eerste universiteitsrector Heinrich Rubenow gemaakt. Het 2,16 bij 1,5 meter metende werk toont een zestal geleerden en, in overeenstemming met zijn geringere status, een knielende bode van aanmerkelijk kleiner gestalte met de scepter in zijn hand. Tussen de figuren zweeft in een gouden veld Maria met Kind.
Een aantal kapellen hebben een houten sierhek, met fraai barok houtsnijwerk.  
In de jaren 1980 vervaardigde de uit Kiel afkomstige beeldhouwer Hans Kock voor de kerk het altaar van Godlandse zandsteen en een grote crucifix. Beide werden midden in het kerkschip opgesteld.

## Orgel
Het huidige orgel werd in de jaren 1987-1988 door de orgelbouwer Jehmlich uit Dresden gebouwd. Hierbij bleven de neogotische orgelkas en 15 registers van het 19e-eeuwse orgel behouden. Het sleepladen-instrument heeft in totaal 51 registers verdeeld over drie manualen en pedaal.